# Евпаторийский институт социальных наук
Евпаторийский Институт Социальных Наук (англ. Yevpatoria Institute of Social Sciences), ЕИСН — высшее учебное заведение Западного Крыма. История института начинается с открытия в 1980 г. в Евпатории на базе двух общеобразовательных школ педагогических классов.
Институт имеет IV уровень аккредитации, находится в городе Евпатории. Проводит обучение студентов по трём квалификационным уровням: бакалавр, специалист, магистр.

## Формы обучения
- очная
- заочная
- по госзаказу
- на контрактной основе.

## Материальная база
- Учебный корпус № 1 (ул. Просмушкиных, 6)
- Учебный корпус № 2 (ул. Немичевых, 13)
- Библиотека
- Спортивный комплекс
- Общежитие

## История Университета
История института начинается с открытия в 1980 г. в Евпатории на базе двух общеобразовательных школ педагогических классов.
В 1992 г. педагогические классы были реорганизованы в Евпаторийское отделение Симферопольского педагогического училища.
В 1999 г. на базе Евпаторийского и Ялтинского педагогических училищ был сформирован Крымский государственный гуманитарный институт.
В 2005 г. Крымский государственный гуманитарный институт был реорганизован в Республиканское высшее учебное заведение «Крымский гуманитарный университет» (г. Ялта).
С 01.01.2015 г. стал Евпаторийским институтом социальных наук (филиалом) Федерального государственного автономного образовательного учреждения высшего образования «Крымский федеральный университет имени В. И. Вернадского».
В Евпаторийском институте социальных наук (филиала) насчитывается 38 научно-педагогических работников, из них 2 доктора наук, 26 кандидатов наук, 2 профессора и 21 доцент.
Осуществляется переподготовка и повышение квалификации специалистов.

## Структура Университета
В составе института четыре кафедры:
- кафедра методик начального и дошкольного образования;
- кафедра истории и правоведения;
- кафедра филологических дисциплин и методик их преподавания;
- кафедра социальной педагогики и психологии.

На сегодняшний день Евпаторийский институт социальных наук ведет подготовку по направлениям:
- «Педагогическое образование» (профили подготовки: «Начальное образование», «Дошкольное образование»);
- «Педагогическое образование» (Магистерские программы: «Внеурочная деятельность в начальной школе», «Педагогическое сопровождение раннего развития детей»);
- «Психолого-педагогическое образование» (профиль подготовки: «Психология и социальная педагогика»)
- «Психолого-педагогическое образование» Магистерская программа «Психология и социальная педагогика»
- «Филология» (профили подготовки: Зарубежная филология, Преподавание филологических дисциплин);
- «Филология» (магистерская программа: «Славянская филология»)
- «История» (профиль подготовки «Историческое краеведение»);
- «История» (Магистерская программа «История и культура регионов России»)